# Johannes Goldner
Johannes Goldner (* 7. Mai 1923 in München; † 8. Juli 1994) war ein deutscher Pädagoge, Heimatkundler und Autor.

## Leben
Johannes Goldner wurde am 7. Mai 1923 in München geboren und studierte nach abgeschlossener Schulausbildung, sowie Kriegsdienst samt Gefangenschaft Wirtschaftswissenschaft, Psychologie, Pädagogik und Philosophie. Zwischen 1966 und 1983 trat er als Professor für Betriebswirtschaft in Erscheinung. 
Zu seinen Hauptgebieten als Autor zählten heimatkundliche Schriften, Biographien, aber auch die Hagiographie. Vor allem ab Ende der 1970er Jahre bis kurz vor seinem Tod brachte er eine Reihe von Büchern aus diesen Bereichen heraus. Der Großteil dieser Werke wurde im Pannonia-Verlag aus Freilassing veröffentlicht.
Goldner starb am 8. Juli 1994 im Alter von 71 Jahren.

## Werke (Auswahl)
- 1978: Erasmus Grasser (Neuauflage, 1994)
- 1979: Die Familie Zürn
- 1979: Bayerische Heilige
- 1980: Bayerische Herzöge, Kurfürsten und Könige
- 1980: Oberammergau
- 1981: Meister von Rabenden
- 1981: Reisach
- 1981: Maria Ramersdorf
- 1982: Starnberger See
- 1983: Bayerische Klosterbibliotheken
- 1983: Allgäuer Rokokojuwel – der Prunksaal im „Jenisch-Ponikau-Haus“ zu Kempten
- 1983: Bayerisches Bier
- 1984: Die Familie Schwanthaler
- 1985: Die Loisach. Von der Zugspitze bis zur Isar
- 1985: Murnau am Staffelsee
- 1985: Frühe bayerische Adelsgeschlechter
- 1987: Albrecht Altdorfer
- 1988: Tilman Riemenschneider
- 1989: Liebenswerte Nebenbahnen. Lokalbahnen im süddeutschen und alpenländischen Raum
- 1990: Veit Stoß
- 1991: Die Isar vom Ursprung bis München
- 1992: Wessobrunner Stukkatorenschule
- 1995: Papierne Epitaphe. Sterbebilder aus Bayern (Ausstellungskatalog)